# Agustí Serratacó i Costa
Agustí Serratacó i Costa (Sant Feliu de Codines, 6 de juliol de 1955) és un tenora solista i compositor de sardanes. Fou fundador de les cobles Mediterrània i Contemporània, i és topògraf de professió.
Als cinc anys comença els estudis de solfeig i als deu s'incorpora a l'Escolania de Montserrat. Estudia tenora amb el mestre Josep Colomer i harmonia amb Fèlix Martínez Comín. Començà a tocar en cobla a La Principal de Collblanc, i, després d'haver fundat (1979) i fins al 1990 tocat a la cobla Mediterrània, el 1995 fou fundador de la cobla Contemporània de Sabadell. Hi tocà el tible, i posteriorment la tenora fins al 2013, i en fou representant fins al 2016.
És autor de tres galops i d'una quarantena de sardanes, moltes d'elles enregistrades en una trentena de discos. El compositor Gerard Pastor l'homenatjà amb la sardana Agustemporània, premi Joventut de La Sardana de l'Any 2014.

## Obres (selecció)
- A la mare (1976), accèssit Joventut a la Sardana de l'any 1977, enregistrada[disc 1]
- Amics d'Anglès (1982), accèssit Joventut a La Sardana de l'Any 1983
- Bell Esplai, dedicada a les colles vallenques homònimes, enregistrada[disc 2]
- Cent anys de cava (1986), enregistrada[disc 3]
- Galop + Lírics (2012)
- Haidra i Jsó (2011), enregistrada[disc 4]
- Records de Besalú ((1986), enregistrada[disc 5]
- Retorn (1978), accèssit a La Sardana de l'Any 1979

### Enregistraments (selecció)
1. ↑  Cobla Mediterrània. Homenatge a Conrad Saló.  Barcelona: Belter, 1983.
2. ↑  Cobla Marinada. Les sardanes de les colles 2.  Barcelona: Unió de Colles Sardanistes - Audiovisuals de Sarrià, 1999.
3. ↑  La Principal de la Bisbal. Sardanes a Sant Sadurní, en el centenari de la fil·loxera.  Barcelona: Audiovisuals de Sarrià, 1987.
4. ↑  Cobla ONCE. Onze sardanes per a l'ONCE.  Barcelona: ONCE - Audiovisuals de Sarrià, 2011. Inclou obres d'Antoni Guinjoan, Carles Santiago, Jordi Paulí, Agustí Serratacó i, Daniel Gasulla, Jesús Ventura, Carles Raya, Lluís Alcalà, Tomàs Gil, Joaquim Soms i Anna Abad. El llibret, amb text també en Braille, és obra del periodista Jordi Lara («Detall de les sardanes, al web "Boig per la sardana"». [Consulta: 25 novembre 2013].)
«Audició en línia del disc "Onze sardanes per a l'ONCE"». Arxivat de l'original el 2022-10-31. [Consulta: 1r setembre 2016].
5. ↑  La Principal de la Bisbal. Sardanes a Besalú.  Audiovisuals de Sarrià, 1991.